# Comtat de Harper (Oklahoma)
El Comtat de Harper (en anglès: Harper County) és un comtat localitzat al nord-oest de l'estat estatunidenc d'Oklahoma. El 2010 tenia 3.685 habitants. La seu del comtat i localitat més poblada és Buffalo.

## Geografia
Segons l'Oficina del Cens dels Estats Units, el comtat té una àrea total de 2.696,2 km², dels quals 2.691,0 km² són terra i 5,2 km² (0,19%) són aigua.

### Autovies principals
- U.S. Highway 64
- U.S. Highway 183
- U.S. Highway 270/U.S. Highway 412
- State Highway 34
- State Highway 46

### Comtats adjacents
|  |  |  |
|  |  |  |
|  |  |  |

## Demografia

Piràmide de població del Comtat d'Harper (2000)

Segons el cens del 2000, hi havia 3.562 persones, 1.509 llars, i 1.030 famílies residint en el comtat. La densitat de població era aproximadament d'1 persona per quilòmetre quadrat. Hi havia 1.863 cases en una densitat aproximada d'1/km². La composició racial del comtat era d'un 95,87% blancs, un 0,03% negres o afroamericans, un 0,93% natius americans, un 0,08% asiàtics, un 0,03% illencs pacífics, un 2,36% d'altres races, i un 0,70% de dos o més races. Un 5,64% de la població eren hispànics o llatinoamericans de qualsevol raça.
Hi havia 1.509 llard de les quals un 28,00% tenien menors d'edat visquent amb ells, un 58,60% eren parelles casades visquent juntes, un 6,50% tenien una dona a casa sense cap marit present, i un 31,70% no eren famílies. Un 29,20% de totes les llars estaven compostes únicament per individuals i un 15,60% tenien algú visquent-hi d'edat 65 o més. La mitjana de mida de la llar era de 2,33 persones i la mitjana de mida de la família era de 2,87 persones.
Al comtat, la població estava estesa en un 23,30% sota l'edat de 18 anys, un 6,40% d'edats 18 a 24, un 23,40% d'edats 25 a 44, un 25,20% d'edats 45 a 64, i un 21,70% d'edats 65 o més. La mediana d'edat era de 43 anys. Per cada 100 dones hi havia 96,60 homes. Per cada 100 dones d'edat 18 o més, hi havia 95,20 homes.
L'ingrés de mediana per llar en el comtat era de 33.705 $, i la mediana d'ingressos anuals per família era de 40.907 $. Els homes tenien un ingrés de mediana de 27.896 $ mentre que les dones en tenien de 20.784 $. La renda per capita pel comtat era de 18.011 $. Un 7,10% de les famílies i un 10,20% de la població estaven per sota del llindar de la pobresa, incloent-hi dels quals un 15,90% d'edats 18 o menys i un 4,00% d'edats 65 o més.

## Entitats de població
| - Buffalo - Charleston - Doby Springs - Laverne | - Lovedale - May - Rosston - Selman |